# Instituto Nacional para el Federalismo y el Desarrollo Municipal
L'Instituto Nacional para el Federalismo y el Desarrollo Municipal ( Institut national pour le fédéralisme et le développement municipal, mieux connu sous l'acronyme INAFED ) est un organisme décentralisé du gouvernement fédéral mexicain. Il est chargé de promouvoir les idéaux du fédéralisme entre les différents niveaux du gouvernement du Mexique, en coordonnant et en mettant en œuvre des politiques, des programmes et des services destinés à renforcer les relations intergouvernementales entre les niveaux de gouvernance fédéral et "subsidiaires" au niveau de l'Etat et municipal . 
L'agence relève de la responsabilité générale du Secretaría de Gobernación (SEGOB), le Secrétariat de l'Intérieur, le ministère responsable de l' administration des affaires intérieures du pays. 
INAFED a été créé en juillet 2002 pour remplacer et développer le rôle de son prédécesseur, le Centro Nacional de Desarrollo Municipal ou CEDEMUN (Centre national de développement municipal).